# 240 P

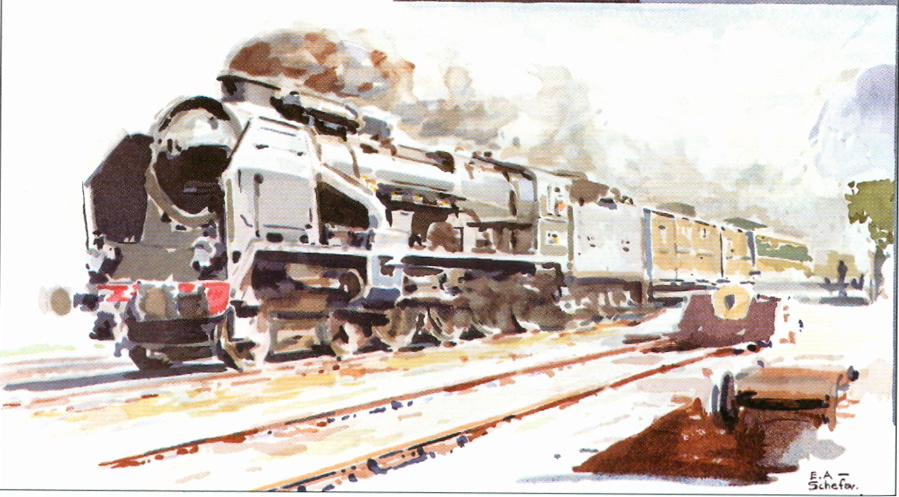
Aquarelle de E. A. Schefer

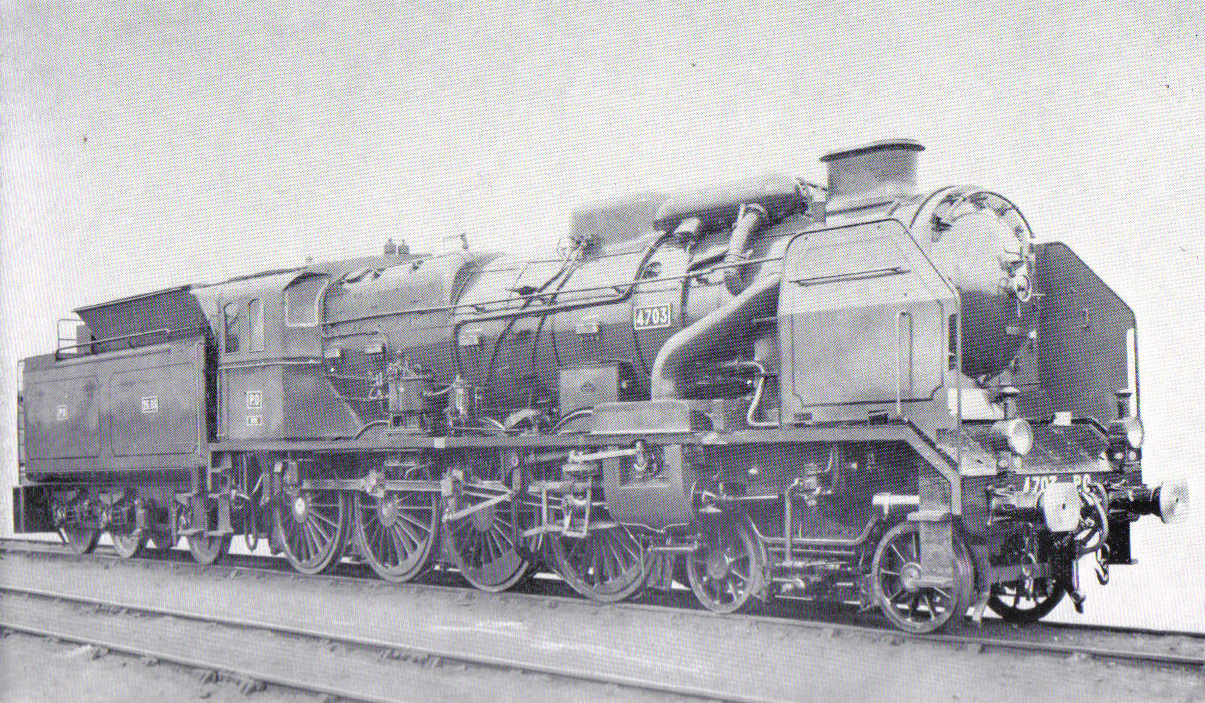
Face droite de la 240 A

Les Twelve wheel ou Mastodon de la série 240 P numéros 1 à 25 sont des locomotives à vapeur unifiées de la SNCF mises en service entre mai 1940 et octobre 1941.

## Genèse
De juin à juillet 1938, la région Sud-Est demande l'essai d'une 4-240 A ex-240 PO 4701 à 4712 sur l'Artère impériale devant les bons résultats obtenus par ces machines sur le réseau de la Compagnie du Chemin de fer de Paris à Orléans depuis 1932. Ainsi la 4-240 A 705 fut-elle prêtée pour des essais entre Paris-Dijon et Lyon où ses performances furent excellentes.
Convaincue par les résultats de la 4-240 A 705, la région Sud-Est commanda 25 locomotives de disposition d'essieux 240.
Ces machines furent obtenues par la transformation, sous la direction d'André Chapelon, des 231 PO 4501 à 4600 (futures : 4-231 A 501 à 600) tout en tirant les enseignements du fonctionnement des 240 PO 4701 à 4712 (futures : 4-240 A 701 à 712) alors en service depuis 1932.
Par rapport à leurs aïeules 240 PO 4701 à 4712 elles bénéficièrent :
- d'un chargement mécanique du combustible par chargeur stoker
- d'une pompe d'alimentation A.C.F.I. de plus grand débit
- de cylindres BP plus volumineux (augmentation de la cylindrée par allongement de la course du piston)
- d'un renforcement du châssis amélioré
- de la fixation de l'abri sur la chaudière
- et d'une modernisation profonde de leur aspect dont le design fut confié par André Chapelon au peintre ferroviaire Émile André Schefer (tablier relevé au-dessus des roues motrices, tuyauteries entièrement masquées sous l'habillage de la chaudière...)

Certaines unités furent équipées de boites d'essieux à roulements à rouleaux SKF et de bielles d'accouplement du type Union Pacific
Les 240 P furent obtenues par la transformation des locomotives : 4-231 A 503, 504, 505, 506, 507, 512, 515, 517, 519, 523, 524, 525, 527, 531, 538, 539, 541, 549, 550, 558, 560, 561, 567, 568 et 570.

## Service
Les premières machines furent affectées au dépôt de Laroche en juin 1940 où elles firent rapidement oublier les 241 de l'ancienne Compagnie du chemin de fer Paris-Lyon-Méditerranée. Contrairement aux Hudson de la région Nord elles se virent également confier des express et des messageries.
La SNCF, en pleine Seconde Guerre mondiale, dut muter une partie des machines au dépôt de Paris-Charolais pour la remorque de trains sur la Ligne du Bourbonnais à la suite de la coupure de la Ligne Impériale. De même certaines machines furent mutées à la région Nord pour la traction de trains de charbon devant le manque de machines de cette région dû aux ponctions effectuées par l'occupant.
Il faudra attendre septembre 1945 pour voir un retour à la normale avec le retour de toutes les machines au dépôt de Laroche. Les 241 P furent par la suite les seules locomotives à vapeur admises dans les mêmes roulements (aux mêmes services) que les 240 P. 
Mais l'électrification en 1949 du parcours Laroche-Dijon et la venue des BB 8100 marqua le début de leur retrait. De fait dès le premier semestre 1950 une partie des machines furent garées et il ne resta plus que les: 5-240 P 1, 4, 5, 6, 13, 14, 19, 20, 21 et 23 pour assurer le trafic. À partir d'octobre 1950 ces dernières furent à leur tour, garées. 
En dépit des demandes répétées des services de la traction des régions Nord et Ouest auxquelles la direction générale de la SNCF refusa catégoriquement de donner suite malgré les besoins importants de ces deux régions en matière d'engins de traction puissants et polyvalents ces machines furent radiées pour partie en octobre 1952 et pour l'autre partie en novembre 1953, ceci sans doute du fait des nouvelles orientations de la SNCF en matière de traction à savoir, l'abandon de la vapeur au profit des tractions électriques et diesel.
Ces locomotives eurent donc une courte carrière d'environ une dizaine d'années, mais une partie des éléments des chassis avaient, eux, une moyenne de 45 ans.

## Tenders
Les tenders qui leur furent accouplés ont toujours été les mêmes: il s'agissait des tenders à bogies du type 36 P contenant 36 m3 d'eau et 9 tonnes de charbon.

## Caractéristiques
- Surface de grille : 3,72 m2
- Surface de chauffe : 212,77 m2
- Surface de surchauffe : 68,08 m2
- Nombre d'éléments : ?
- Nombre de cylindres : 2 BP et 2 HP
- Diamètre cylindres HP : 440 mm
- Diamètre cylindres BP : 650 mm
- Course cylindres HP : 650 mm
- Course cylindres BP : 690 mm
- Pression de la chaudière : 20,45 kg/cm2
- Diamètre des roues motrices : 1 850 mm
- Diamètre des roues du bissel : 960 mm
- Masse à vide : 107,3 tonnes
- Masse en ordre de marche : 114,6 tonnes
- Masse adhérente : 80,4 tonnes
- Longueur hors tout de la locomotive seule : 13,595 m
- Puissance maximum indiquée : 3 460 kW
- Puissance maximum à la jante : ? kW
- Puissance maximum au crochet du tender : 2 650 kW
- Effort de traction maximum en simple expansion : 204 kN
- Effort de traction maximum en double expansion : 269 kN
- Vitesse maxi en service : 120 km/h

Tender: 34 ou 36P
- Tare du tender : 37,6 tonnes
- Capacité en eau : 36 m3
- Capacité en charbon : 10 tonnes
- Masse du tender en ordre de marche : 83,6 tonnes
- Masse totale locomotive + tender : 197,25 tonnes
- Longueur du tender : ? m
- Longueur totale locomotive + tender : ? m

## Modélisme
Les 240 P ont été reproduites à l'échelle HO par les artisans Loco-Diffusion et DJH Models Loco sous forme de kit à monter en métal, ainsi que par la firme suisse Lemaco.